# Best Air

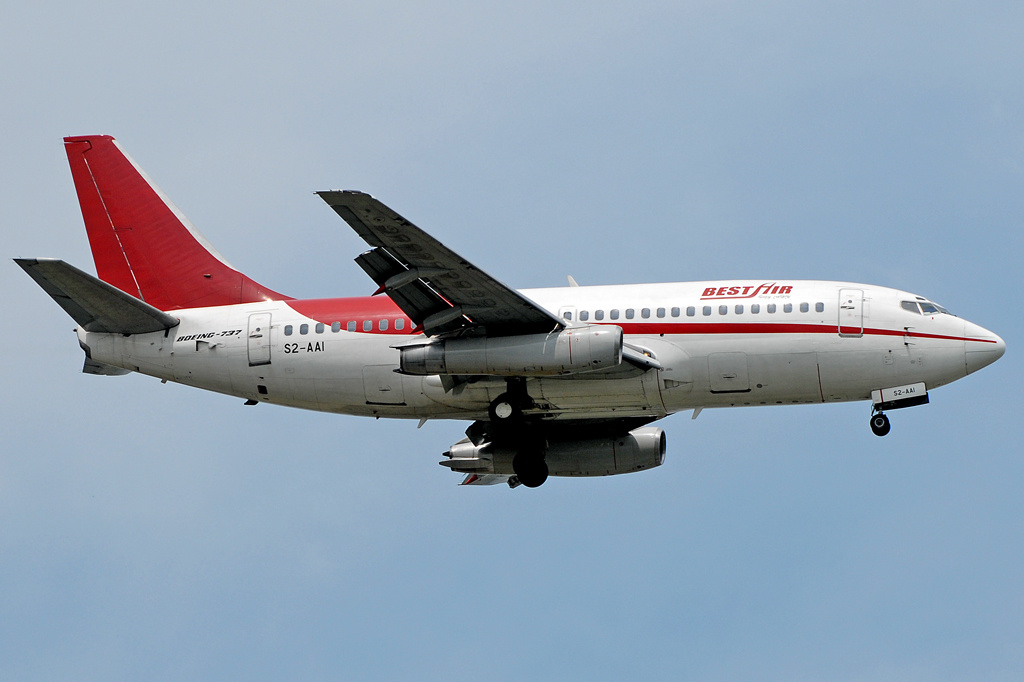
Boeing 732 авіакомпанії Best Air в міжнародному аеропорту Суваннапум

Best Air — скасована приватна авіакомпанія Бангладеш зі штаб-квартирою в Дацці, яка працювала у сфері пасажирських перевезень всередині країни. Портом приписки перевізника і його головним транзитними вузлом (хабом) був міжнародний аеропорт Шахджалал в Дацці.

## Історія
Best Air була створена в 2007 році як спільний проект між «Best Aviation» та кувейтським холдингом «Aqeeq Aviation Holding», якому належало 70 % власності новосформованого перевізника.
Авіакомпанія почала операційну діяльність у січні 2008 року з виконання регулярних рейсів з столичного міжнародного аеропорту Шахджалал. У 2009 році компанія зупинила всі перевезення в зв'язку з різким зростанням цін на авіаційне паливо.
У 2010 році Best Air оголосила про плани відновити свою діяльністю у березні 2011 року після отримання великої субсидії від бангладешського фінансового холдингу «Destiny Group LTD of Bangladesh» і наміром придбати три нових літаки ATR-72, три лайнера Airbus A320 і потім далекомагістральні літаки Airbus A330 або Boeing 777.